# Trego-Rohrersville Station
Trego-Rohrersville Station – jednostka osadnicza w Stanach Zjednoczonych, w stanie Maryland, w hrabstwie Washington.